# 6835 Molfino
A 6835 Molfino (ideiglenes jelöléssel 1994 HT1) a Naprendszer kisbolygóövében található aszteroida. Stroncone fedezte fel 1994. április 30-án.